# Linutop
Linutop — семейство компактных компьютеров без движущихся частей в полностью металлическом корпусе.
Компьютеры легко настраивается на работу в качестве тонкого клиента (например, LTSP). Могут использоваться в интернет-кафе, общественных библиотеках, школах.

## Изначальная версия
Первая версия имеет размеры: 9,3×2,7×15 см. В комплекте поставляются клавиатура и микрофон, используется внешний блок питания. В качестве накопителя используется USB flash на 1 ГБ, есть сетевая карта Ethernet 100BASE-TX.
На компьютер установлена операционная система Xubuntu с ядром Linux 2.6, вместе с набором интернет‐приложений. Также можно просматривать медиафайлы (видео и аудио), записывать и выводить на внешний усилитель звук.
Продавался по цене приблизительно €280 с мая 2007 г.

## Сравнение вариантов
| Модель            | Linutop 1                 | Linutop 2            | Linutop 3                     | Linutop 4               | Linutop 5                 | Linutop XS           |
| ----------------- | ------------------------- | -------------------- | ----------------------------- | ----------------------- | ------------------------- | -------------------- |
| Год запуска       | 2006                      | 2008                 | 2009                          | 2011                    | 2013                      | 2015                 |
| ЦПУ               | AMD Geode LX 700          | AMD Geode LX800      | Atom N270, ранее VIA C7 (x86) | Atom N270               | Atom N270                 | 900Mhz ARM, 4 ядра   |
| ЗУ                | Внешняя память (USB флеш) | 1 GB встроенной флеш | 2 GB встроенной флеш          | 2 GB встроенной флеш    | 4 GB встроенной флеш      | 4 GB встроенной флеш |
| ОЗУ               | 256MB                     | 512MB                | 1GB, расширяемая до 2GB       | 1GB, до 2GB             | 2GB                       | 1GB                  |
| Портов USB        | 4                         | 4                    | 6                             | 5                       | 4                         | 4                    |
| Порт Ethernet     | 100BASE-T                 | 100BASE-T            | 1000BASE-T                    | 1000BASE-T              | 1000BASE-T                | 100BASE-T            |
| Видеовыход        | VGA, до 1920x1440         | VGA, до 1920x1440    | VGA + DVI, до 1920x1440       | VGA + DVI, до 1920x1440 | VGA или DVI, до 1920x1440 | HDMI, до 1920x1440   |
| Размеры           | 15 x 9,3 x 2,7 см         | 14 x 14 x 3,5 см     | 23,5 x 23,6 x 5,5 см          | 18,2x20,1x3,6 см        | 15,2x11x3,5 см            | 9x6x2 см             |
| Питание           | DC 9V — 1,5A              | DC 12V — 3,3A        | DC 19V                        | DC 12V, 3,3A            | DC 12V, 3,3A              | DC 5V, 0,6A          |
| Энергопотребления | 5Вт                       | 8Вт                  | до 16Вт                       | до 14Вт                 | до 14Вт                   | до 3Вт               |
| Масса             | 280 г                     | 580 г                | 1,9 кг                        | 936 г                   | 602 г                     | 92 г (3,24oz)        |
| Цены              | н/д                       | н/д                  | н/д                           | н/д                     | €289                      | €189                 |